# Крістен Рупенян
Крістен Рупенян (англ. Kristen Roupenian; 1982, Плімут) — вірмено-американська письменниця, відома своїм оповіданням 2017 року «Котолюб» (англ. Cat Person).

## Молодість та освіта
Рупенян виросла у районі Бостона. В сім'ї батька — лікаря та мами — медсестри на пенсії. Крістен закінчила Барнардський коледж в 2003 році з подвійним дипломом з англійської мови та психології та має ступінь доктора філософії з англійської літератури в Гарвардському університеті, а також ступінь магістра образотворчого мистецтва в Програмі письменників Гелен Зелл в Мічиганському університеті.

## Кар'єра письменниці
У 2017 році в The New Yorker було опубліковано оповідання Рупенян «Котолюб». Крістен отримала 1,2 мільйона доларів авансу за свою книгу 2019 року «Ви знаєте, що хочете цього» (англ. You Know You Want This). В 2018 році HBO купив права на розробку колекції, щоб створити проєкт антологічного драматичного серіалу. У березні 2018 року A24 придбала права на її сценарій фільму жахів «Тіло Тіло Тіло» (англ. Bodies, Bodies, Bodies).
В липні 2021 року Алексіс Новіцкі стверджував, що в написанні оповідання «Котолюб» Рупенян добавила подробиці з життя Новіцького.